# Gloria Naylor
Gloria Naylor (ur. 25 stycznia 1950 w Nowym Jorku, zm. 28 września 2016 w Christiansted na wyspie Saint Croix) – amerykańska powieściopisarka, scenarzystka, dramatopisarka, eseistka, wykładowczyni uniwersytecka, badaczka i dokumentalistka życia Afroamerykanów w XX wieku.

## Życie i twórczość
Była najstarszą z trzech córek Roosevelta i Alberty McAlpin Naylor. Po ukończeniu szkoły średniej w 1968 przyłączyła się do Świadków Jehowy i spędziła siedem lat jako misjonarka najpierw w Nowym Jorku, a następnie w Karolinie Północnej i na Florydzie. Zarabiała na życie pracując jako operatorka w centrali telefonicznej.
W 1975 opuściła Świadków Jehowy. Wróciła do Nowego Jorku, by zostać studentką filologii angielskiej w CUNY-Brooklyn College. Napisała wtedy opowiadanie A Life on Beekman Place, które zostało przyjęte do publikacji w magazynie Essence. Opowiadanie to stało się rozdziałem jej pierwszej, opublikowanej w 1982 powieści The Women of Brewster Place (Kobiety z Brewster Place), w której opowiada o splatających się losach czarnoskórych kobiet, mieszkanek podupadłej kamienicy w Nowym Jorku.
W 1981 rozpoczęła studia magisterskie na Uniwersytecie Yale, kontynuując pracę nad rozpoczętą wcześniej powieścią Linden Hills; studia ukończyła w 1983.
W 1983 otrzymała nagrodę National Book Award za najlepszy debiut literacki. Została pisarzem-rezydentem w Cummington Community of the Arts. W 1985 otrzymała stypendium National Endowment for the Arts i wzięła udział w wyjeździe delegacji Agencji Informacyjnej Stanów Zjednoczonych do Indii.
W 1985 opublikowała drugą powieść, Linden Hills, a trzecią powieść, Mama Day, w 1988. Otrzymała stypendium Guggenheima i została Senior Fellow w Society for the Humanities na Uniwersytecie Cornella. Czwartą powieść Bailey’s Cafe opublikowała w 1992.
Pracując na University of Kent jako profesor wizytujący, rozpoczęła pracę nad tym, co pierwotnie miało być jej piątą książką, powieścią historyczną o Sapphirze Wade, legendarnej przodkini głównych bohaterek Mama Day; w tym celu odbyła w 1993 dwie podróże badawcze – do zachodniego Sahelu i do Skandynawii.
W 1995 pojechała na Wyspę Świętej Heleny (hrabstwo Beaufort) u wybrzeży Karoliny Północnej z zamiarem dokończenia powieści o Sapphirze Wade. Ze względu na inwigilację i uprzedzenia rasowe, z jakimi się tam spotkała, wróciła do Nowego Jorku. W 1998 opublikowała powieść The Men of Brewster Place.
W 2005 wydała „fabularyzowany pamiętnik” zatytułowany 1996, w którym opisuje swoje zetknięcie się z rasizmem na Wyspie Świętej Heleny. Do Sapphiry Wade wróciła w latach 2004–2006.
Oprócz powieści pisała scenariusze do sztuk teatralnych i filmów. W 1989 jej powieść The Women of Brewster Place została zaadaptowana na miniserial telewizyjny z Oprą Winfrey, a postacie z powieści stały się inspiracją do nakręcenia serialu telewizyjnego w 1990. W 1994 Bailey’s Cafe wystawiono w teatrze w Connecticut.
W 2009 wyprowadziła się z Nowego Jorku na Wyspy Dziewicze. W wielu 66 lat zmarła na zawał serca w pobliżu swojego domu w Christiansted na wyspie Saint Croix.